# Iablunivka, Sumî
Iablunivka (în ucraineană Яблунівка) este un sat în comuna Korceakivka din raionul Sumî, regiunea Sumî, Ucraina.

## Demografie
Componența lingvistică a localității Iablunivka
     Ucraineană (84,52%)
     Rusă (7,74%)
     Belarusă (5,36%)
Conform recensământului din 2001, majoritatea populației localității Iablunivka era vorbitoare de ucraineană (84,52%), existând în minoritate și vorbitori de rusă (7,74%) și belarusă (5,36%).